# Evi Mittermaier
Pour les articles homonymes, voir Mittermaier.
Evi Mittermaier, née le 16 février 1953 à Reit im Winkl, est une ancienne skieuse alpine allemande.
Elle est la sœur de Rosi Mittermaier et était une spécialiste de la descente.

## Coupe du monde
- Meilleur résultat au classement général : 11e en 1977
  - 2 victoires : 2 descentes

### Saison par saison
- Coupe du monde 1975 :
  - Classement général : 35e
- Coupe du monde 1976 :
  - Classement général : 19e
    - 1 victoire en descente : Cortina d’Ampezzo
- Coupe du monde 1977 :
  - Classement général : 11e
- Coupe du monde 1978 :
  - Classement général : 12e
    - 1 victoire en descente : Bad Gastein
- Coupe du monde 1979 :
  - Classement général : 21e
- Coupe du monde 1980 :
  - Classement général : 28e

## Arlberg-Kandahar
- Meilleur résultat : 9e place dans le combiné 1975 à Chamonix/Saint-Gervais